# Monor
Monor är en stad i provinsen Pest i Ungern. Staden hade 18 113 invånare (2019). Den ligger strax sydost om staden Üllő.